# 크로아티아 소박파 미술관
크로아티아 소박파 미술관(크로아티아어: Hrvatski muzej naivne umjetnosti)은 크로아티아 자그레브에 있는 미술관이다. 20세기 소박파 작품을 전시하고 있다. 이 박물관은 주로 크로아티아 미술가들의 작품들이 소장되어 있이지만 이 장르의 다른 유명한 국제 미술가들의 작품도 포함하여 1,900개 이상의 그림, 조각, 판화 작품을 소장하고 있다.